# Agathe Cléry
Pour plus de détails, voir Fiche technique et Distribution.
Agathe Cléry est un film français réalisée par Étienne Chatiliez, sorti en 2008.
L'accroche du film est : « Elle est blanche. Elle est raciste. Elle va devenir noire. »

## Synopsis
Agathe Cléry est la directrice de marketing d'une ligne de cosmétiques spéciale peaux claires.  Atteinte de la maladie d'Addison, dysfonctionnement des glandes surrénales qui fonce la peau, elle, qui est raciste, se retrouve dans la peau d'une Noire.
Renvoyée par son patron, quittée par son fiancé, refoulée à tous ses entretiens d'embauche, elle finit par se faire engager dans une entreprise qui ne prend aucun Blanc. Alors qu'elle a reconstruit sa vie autour de sa nouvelle couleur de peau, la maladie s'estompe et Agathe guérit presque aussi subitement qu'elle était tombée malade.

## Fiche technique
Sauf indication contraire, les informations mentionnées dans cette section peuvent être confirmées par la base de données cinématographiques IMDb,  présente dans la section « Liens externes ».
- Titre original : Agathe Cléry
- Réalisation : Étienne Chatiliez
- Scénario : Étienne Chatiliez et Laurent Chouchan, sur une idée de Yolande Zauberman
- Musique : Bruno Coulais et Matthew Herbert
- Décors : Stéphane Makedonsky
- Costumes : Élisabeth Tavernier
- Photographie : Philippe Welt
- Son : Jean Umansky, Gérard Lamps, Bridget O'Driscoll
- Montage : Catherine Renault
- Production : Charles Gassot
- Sociétés de production[1] : Produire à Paris, TF1 Films Production et Téléma
- Sociétés de distribution[2] : Pathé Distribution (France) ; Alternative Films (Belgique) ; Alliance Vivafilm (Québec) ; Pathé Films AG (Suisse romande)
- Budget : 22 315 129 €[3]
- Pays de production :  France
- Langue originale : français
- Format[2] : couleur - 35 mm - 1,85:1 (Panavision) - son Dolby DTS
- Genre : comédie, comédie musicale
- Durée : 113 minutes
- Dates de sortie[4] :
  - France : 11 novembre 2008 (Festival du film de Sarlat) ; 3 décembre 2008 (sortie nationale)
  - Belgique, Suisse romande : 3 décembre 2008[5],[6]
  - Québec : 14 août 2009[7]
- Classification[8] :
  - France : tous publics[9]
  - Belgique : tous publics (Alle Leeftijden)[5]
  - Québec : tous publics (G - General Rating)[7]
  - Suisse romande : interdit aux moins de 7 ans[10]

## Distribution
- Valérie Lemercier : Agathe Cléry
- Anthony Kavanagh : Quentin Lambert
- Isabelle Nanty : Joëlle
- Jean Rochefort : Louis Guinard
- Nadège Beausson-Diagne : Nathalie
- Jacques Boudet : Roland, le père d'Agathe
- Dominique Lavanant : Mimie, la mère d'Agathe
- Artus de Penguern : Hervé, petit ami d'Agathe
- Valentine Varela : Valérie
- Bernard Alane : Philippe Guinard
- François Duval : Loïc Guinard
- Élise Otzenberger : Lucie
- Claire Pataut : Alice
- Virginie Raccosta : Delphine
- Andy Cocq : Cédric
- André Penvern : L'endocrinologue
- Julie Ferrier : La flic
- Patrice Thibaud : Fabrice, l'avocat d'Agathe
- Jean-Luc Porraz : Un DRH
- Clémentine Lefeuvre : La deuxième enfant des voisins
- Marc Robert : L'homme au scooter
- Djamel Bensalah : Kader, un collaborateur de Quentin
- Nathalie Krebs : Sophie Valois, une DRH
- Laurent Saint-Gérard : Maître Flin, l'avocat-conseil du propriétaire d'Agathe
- Stéphanie Lanier : Inès, la concierge
- Anthony Paliotti : le DRH de chez Guinard
- Philippe Hérisson : Le généraliste
- Florian Goutiéras : Thomas
- Valérie Even : La dermatologue
- Louis-Marie Audubert : Le deuxième DRH
- Eric Debrosse : Le troisième DRH
- Monica Ledesma : La gardienne
- Juliette Navis : Isabelle Plesh
- Thuy-Linh Nguyen : La standardiste chez Quentin
- Sandie Dussaut : L'assistante DRH
- Marc Bret : L'homme au scooter
- Paola Beaupuy : La secrétaire de l'hôpital
- Abraham Belaga : Le cuistot
- Daisy Miotello : Une collaboratrice Agathe
- Caroline Breton : La standardiste chez Guinard
- Youssef Diawara : Un collaborateur d'Agathe
- Mohamed Derkaoui : Le fils de Mourad
- Emmanuelle Bouaziz : Une secrétaire
- Myriam Charleins
- Alexandra Marcy Deleporte : L'employée au courrier
- Timéo Leloup :
- Laurent Plancel : Le couple
- Jérôme Vigliano : Silhouette
- Charles Zemer : Le voisin des parents d'Agathe
- Nino Ferrer : Lui-même
- Jean-Yves Freyburger : Le chauffeur à l'aéroport
- Aurélie Le Roc'h : Une journaliste

## Production

### Tournage
Le film a été tourné dans les départements de :
- Paris
  - 4e arrondissement de Paris
    - Pont au Double

  - 5e arrondissement de Paris
    - Maubert-Mutualité

  - 8e arrondissement de Paris
    - 39 avenue George-V

  - 10e arrondissement de Paris
    - Gare de Paris-Nord

  - 15e arrondissement de Paris
    - 120 avenue Félix-Faure (devant le métro Lourmel)

  - 18e arrondissement de Paris
    - Hôpital Bichat
- Essonne
  - Corbeil-Essonnes (Hôpital Gilles)
- Calvados (en Normandie)  
  - Gonneville-sur-Mer
- Val-d'Oise
  - Aéroport de Paris-Charles-de-Gaulle

## Distinctions
En 2008, Agathe Cléry a été sélectionné 2 fois dans diverses catégories et a remporté 1 récompense.

### Récompenses
- Festival du film de Sarlat 2008 : Prix d'interprétation féminine pour Valérie Lemercier.

### Sélections
- Festival du film de Sarlat 2008 : Avant-premières.

## Autour du film
Après La vie est un long fleuve tranquille (1987), Tatie Danielle (1989), Le bonheur est dans le pré (1995) et Tanguy (2001), Étienne Chatiliez se lance ici un nouveau défi : le racisme. Le tournage a débuté en 2007 aux côtés de Valérie Lemercier dans le rôle principal, Jean Rochefort, Dominique Lavanant, Isabelle Nanty, Artus de Penguern, Julie Ferrier et Anthony Kavanagh. C'est le premier vrai rôle au cinéma de ce dernier même s'il est déjà apparu dans le film Antilles sur Seine de Pascal Légitimus.
C'est une comédie écrite par Laurent Chouchan et Étienne Chatiliez. On devrait dire que c'est une comédie musicale puisqu'il y a des séquences chorégraphiées et chantées.
Le générique du film est signé Kuntzel et Deygas.
Étienne Chatiliez s'est amusé dans son film à introduire quelques références à des publicités qu'il a pu réaliser dans les années 1980 et 1990. On remarque notamment une référence à la publicité d'Éram au cours d'une scène dans un magasin de chaussures.
Le scénario de ce film est quasi identique à celui de Watermelon Man, réalisé par Melvin Van Peebles en 1970. Aux États-Unis, le film de Chatillez sera d'ailleurs officiellement présenté par la presse comme une adaptation du film de Van Peebles
Le scénario rappelle celui d'un livre publié à compte d'auteur par un amateur berrichon, Guy Blanchard, en 2002. Dans ce livre, Charbon and Coal , l'héroïne, raciste, devient noire à cause de la maladie d'Addison.
Lors d'une scène, où les employés des espaces verts sifflent en apercevant l'héroïne (Agathe Cléry), elle leur répond qu'elle n'est pas noire, ni malade mais Normande, l'actrice principale Valérie Lemercier l'est réellement dans la vie.

## Article annexe
- Watermelon Man